# Ejido de Acoculco
Ejido de Acoculco är en ort i Mexiko.   Den ligger i kommunen Tula de Allende och delstaten Hidalgo, i den sydöstra delen av landet, 60 km norr om huvudstaden Mexico City. Ejido de Acoculco ligger 2 159 meter över havet och antalet invånare är 163.
Terrängen runt Ejido de Acoculco är kuperad söderut, men norrut är den platt. Runt Ejido de Acoculco är det ganska tätbefolkat, med 155 invånare per kvadratkilometer. Närmaste större samhälle är Colonia Santa Teresa, 12,2 km sydost om Ejido de Acoculco. I omgivningarna runt Ejido de Acoculco växer huvudsakligen savannskog.